# 京都府中学校の廃校一覧
京都府中学校の廃校一覧（きょうとふちゅうがっこうのはいこうのいちらん）は、京都府の中学校の廃校の一覧である。対象となるのは学制改革（1947年）以降に廃校となった新制中学校と分校である。名称は廃校当時のもの。廃校時に属していた自治体が合併により消滅している場合は現行の自治体に含める。また現在休校中の学校は公式には存続していることとなっているが、休校中の学校は事実上廃校となっている場合が多いため、便宜上本項に記載する。

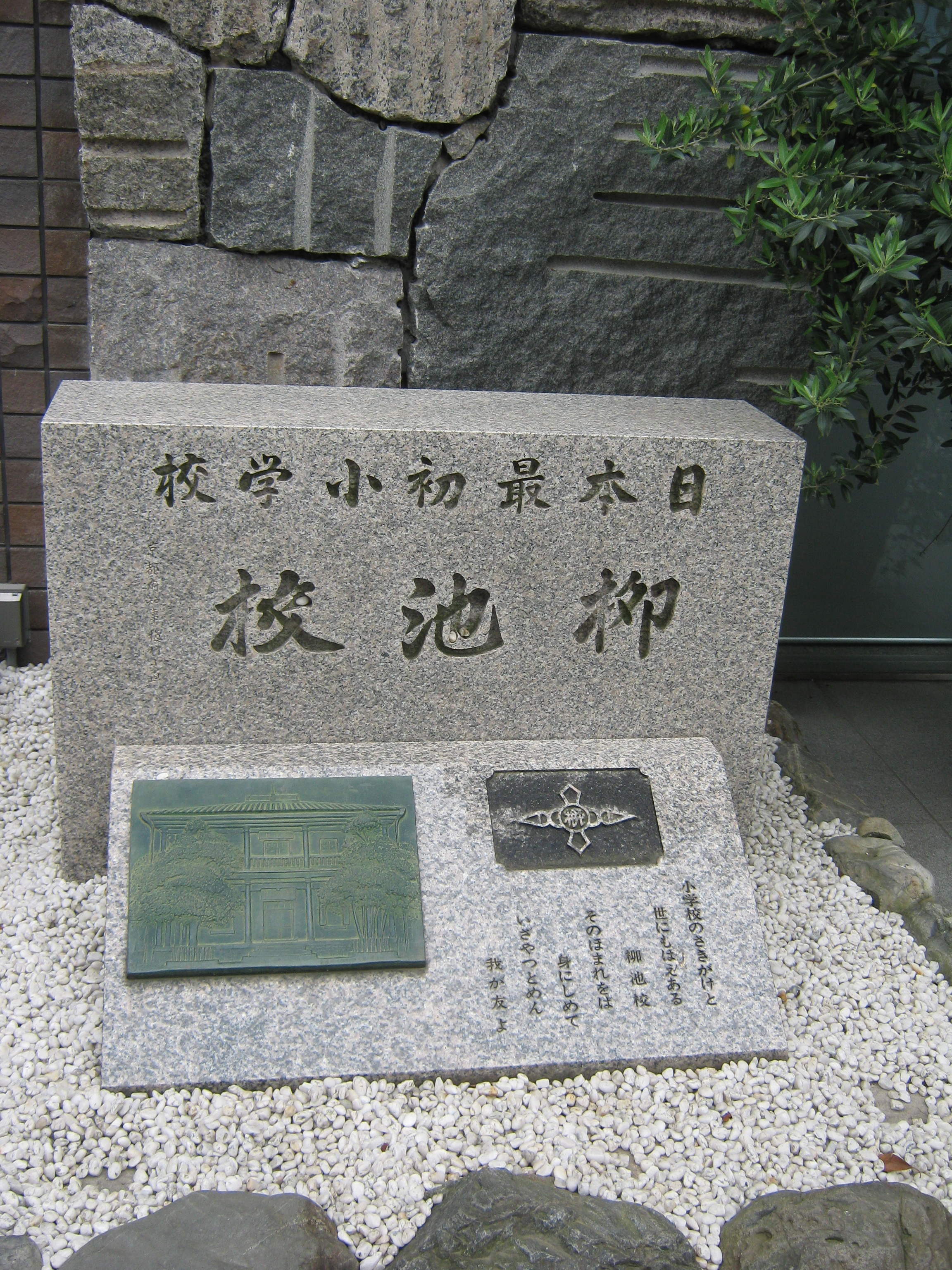
柳池校の碑・日本初の近代小学校とされている上京第二十七番組小学校の記念碑（柳池中学校はその流れを受け継いでいる。廃校後統合先の京都市立京都御池中学校）の敷地内にある、京都市中京区

## 公立中学校

### 京都市
- 京都市立待賢中学校（1948年）[1]
- 京都市立清和中学校（1948年）[1]
- 京都市立堀川中学校（1948年）[1]
- 京都市立朱雀第二中学校（1948年）[1]
- 京都市立淳風中学校（1948年）[1]
- 京都市立弘道中学校（1948年）[1]
- 京都市立大内中学校（1948年）[1]
- 京都市立岡崎中学校四錦分教場（1948年）[1]
- 京都市立岡崎中学校錦林分室（1948年）[1]
- 京都市立養正中学校（1948年洛北中〈旧〉へ統合）[1]
- 京都市立太秦中学校[注釈 1]（1948年京都市立四条中学校へ統合）[1]
- 京都市立洛西中学校（1948年）[1]
- 京都市立嵯峨中学校（1948年）[1]
- 京都市立深草中学校竹田分教場（1948年）[1]
- 京都市立伏見中学校向島分教場（1948年）[1]
- 京都市立柏原中学校（1948年）[1]
- 京都市立桃花中学校（1948年）[1]
- 京都市立七条第三中学校（1948年統合により京都市立洛南中学校へ）[2]
- 京都市立吉祥院中学校（同上）[2]
- 京都市立城南中学校（同上）[2]
- 京都市立唐橋中学校（同上）[2]
- 京都市立上賀茂中学校（1949年出雲路中の一部と統合し京都市立加茂川中学校へ）[1][3]
- 京都市立翔鸞中学校（1949年京都市立衣笠中学校開校に伴い廃校）[1]
- 京都市立仁和中学校（1949年京都市立北野中学校へ統合）[1]
- 京都市立山科中学校鏡山分教場（1949年）[1]
- 京都市立山科中学校音羽分教場（1949年）[1]
- 京都市立洛北中学校〈旧〉（1949年）[1]
- 京都市立室町中学校（1949年出雲路中へ統合）[4]
- 京都市立岡崎第二中学校（1950年京都市立岡崎中学校へ統合）[1]
- 京都市立嵯峨野中学校（1950年京都市立蜂ヶ岡中学校へ統合）[1]
- 京都市立出雲路中学校（1951年移転し紫野中の一部と統合し京都市立烏丸中学校へ）[4]
- 京都市立紫野中学校（1951年烏丸中と京都市立嘉楽中学校へ分割統合）[4]
- 京都市立中川中学校（1969年衣笠中へ統合）[5]
- 京都市立大原小中学校尾見分校（1973年休校）[6]
- 京都府及び久御山町中学校事務組合立淀中学校（1975年京都市立大淀中学校開校に伴い廃校）[7]
- 京都市立銅駝中学校（1979年柳池中へ統合）[1]
- 京都市立初音中学校（1993年柳池中へ統合）[1]
- 京都市立久多中学校（1996年京都市立大原中学校へ統合）[1]
- 京都市立滋野中学校（2002年上京中と柳池中へ分割統合）[1]
- 京都市立柳池中学校→京都市立京都柳池中学校（2003年京都城巽中と統合し京都市立京都御池中学校へ）[1]
- 京都市立城巽中学校→京都市立京都城巽中学校（2003年京都柳池中と統合し京都御池中へ）[1]
- 京都市立小野郷中学校（2007年休校）[1]
- 京都市立花背第一中学校（2007年花背第二中・堰源中・別所小・八桝小・堰源小と統合し京都市立花背小中学校〈当時：京都市立花背小学校・京都市立花背中学校[注釈 2]〉へ）[9]
- 京都市立花背第二中学校（2007年花背第一中・堰源中・別所小・八桝小・堰源小と統合し花背小中へ）[9]
- 京都市立堰源中学校（1991年休校。2007年花背第一中・花背第二中・別所小・八桝小・堰源小と統合し花背小中へ）[1][9]
- 京都市立郁文中学校（2007年統合により京都市立下京中学校へ）[10]
- 京都市立成徳中学校（同上）[10]
- 京都市立尚徳中学校（同上）[10]
- 京都市立皆山中学校（同上）[10]
- 京都市立梅逕中学校（同上）[10]
- 京都市立洛東中学校（2011年弥栄中および5小学校と統合し東山開睛館〈京都市立開睛小学校・京都市立開睛中学校[注釈 3]〉へ）[11]
- 京都市立弥栄中学校（2011年洛東中および5小学校と統合し東山開睛館へ）[11]
- 京都市立陶化中学校（2012年陶化小・東和小・山王小の3小学校と統合し凌風学園〈京都市立凌風小学校・京都市立凌風中学校[注釈 4]〉へ）[12]
- 京都市立月輪中学校（2014年一橋小・月輪小・今熊野小の3小学校と統合し京都市立東山泉小中学校〈当時：京都市立東山泉小学校・京都市立東山泉中学校[注釈 5]〉へ）[1]
- 京都市立向島中学校（2019年向島南小・向島二の丸小・二の丸北小と統合し京都市立向島秀蓮小中学校へ）[1]
- 京北町立周山中学校→京都市立周山中学校（2020年京北第一小・京北第二小・京北第三小と統合し京都市立京都京北小中学校へ）[1]
- 京都市立高雄中学校（2021年京都市立双ヶ丘中学校へ統合）[13]
- 京都市立西陵中学校（2025年京都市立竹の里小学校と統合し京都市立洛西陵明小中学校へ）
- 京都市立小栗栖中学校（2025年京都市立石田小学校、京都市立小栗栖宮山小学校と統合し京都市立栄桜小中学校へ）
- 大原野村立大原野中学校（1948年乙訓中学校事務組合立乙訓中学校 〈現：向日市立勝山中学校〉へ統合）[14]
- 周山町立周山中学校（1949年統合により京北町立周山中学校 〈当時：北桑田郡南部7ヶ村組合立〉へ）[1]
- 細野村立細野中学校（同上）[1]
- 宇津村立宇津中学校（同上）[1]
- 山国村立山国中学校（同上）[1]
- 黒田村立黒田中学校（同上）[1]
- 弓削村立弓削中学校（同上）[1]
- 大枝村立大枝中学校（1950年）[1]

### 福知山市
- 福知山市立北中学校（1949年福知山市立桃映中学校開校に伴い廃校）[15]
- 福知山市立川口中学校金山分校（1969年）[16]
- 福知山市立北陵中学校（2010年福知山市立川口中学校へ統合）[16]
- 京都府天田郡組合立公誠中学校（1949年閉校。同年4月京都府天田郡組合立川口中学校公誠分校開校し1950年福知山市立川口中学校公誠分校と改め、1964年北陵中を新設開校）[16]
- 下夜久野村立下夜久野中学校（1949年夜久野中へ統合）[17]
- 上・中・下夜久野村組合立夜久野中学校中校（1951年10月）[17]
- 夜久野町立夜久野中学校〈初代〉（1965年上校〈のち：宝陵中〉と下校〈のち：竜城中〉へ分割）[17]
- 夜久野町立竜城中学校（1993年宝陵中と統合し夜久野中〈2代目〉へ）[17]
- 夜久野町立宝陵中学校（1993年竜城中と統合し夜久野中〈2代目〉へ）[17]
- 上豊富村立豊富中学校（1949年福知山市立南陵中学校豊富分校となり、1953年福知山市立成和中学校として再独立）[18]
- 三和村立三和中学校菟原分校（1950年6月）[19]
- 三和村立三和中学校川合分校（1950年6月）[19]

### 舞鶴市
- 舞鶴市立田辺中学校（1948年上安中の一部と統合し舞鶴市立城北中学校へ）[20]
- 舞鶴市立上安中学校（1948年廃校、一部は城北中へ）[20]
- 舞鶴市立森中学校（1949年1月8日舞鶴市立青葉中学校開校に伴い廃校）[21]
- 舞鶴市立元敷島中学校（1949年1月9日統合により舞鶴市立白糸中学校へ）[22]
- 舞鶴市立溝尻中学校（同上）[22]
- 舞鶴市立朝来中学校（同上）[22]
- 舞鶴市立岡田中学校（2010年由良川中と統合し舞鶴市立加佐中学校へ）[23]
- 舞鶴市立由良川中学校 （2010年岡田中と統合し加佐中へ）[23]

### 綾部市
- 何鹿郡組合立綾部中学校〈旧〉（1949年綾部東中と綾部西中へ分割）[24]
- 綾部町立綾部東中学校（1950年綾部西中と統合し綾部市立綾部中学校〈当時：綾部町立〉へ）[24]
- 綾部町立綾部西中学校（1950年綾部東中と統合し立綾部中へ）[24]
- 山家村立山家中学校（1949年綾部東中へ統合）[25]
- 東八田村立東八田中学校（1949年西八田中と統合し綾部市立八田中学校〈当時：何鹿郡組合立〉へ）[26]
- 西八田村立西八田中学校（1949年東八田中と統合し八田中へ）[26]
- 中上林村立中上林中学校（1949年統合により綾部市立上林中学校〈当時：三村組合立〉へ）[27]
- 奥上林村立奥上林中学校（同上）[27]
- 口上林村立口上林中学校（1949年上林中西校舎[27]、同年8月綾部中口上林分校となり、1954年綾部中の一部と統合し綾部市立東綾中学校へ）[25]
- 佐賀村立佐賀中学校（1949年何鹿郡組合立以久田中学校〈現：綾部市立豊里中学校〉へ統合）[28]

### 宇治市
- 宇治市城陽町組合立久世中学校（1956年宇治市立西宇治中学校と城陽市立城陽中学校〈当時：城陽町立〉[29]へ分割）
- 宇治市立東宇治中学校笠取分校（1971年）[30]

### 宮津市
- 宮津市立日置中学校上世屋分校（1976年休校）
- 宮津市立日置中学校〈2代目〉（休校、開始時期不明[31]、2014年宮津市立橋立中学校へ編入[32]）
- 宮津市立養老中学校（2017年橋立中へ統合）[32]
- 栗田村立栗田中学校〈旧〉（1949年宮津市立宮津中学校〈当時：与謝郡組合立〉栗田分校となるも、1950年再独立）[33]
- 日置村立日置中学校〈初代〉（1949年宮津中日置分校となるも、1973年再独立）[34]
- 府中村立府中中学校（1948年橋立中府中分校から独立するも、1950年4月11日再統合）[32]
- 吉津村立吉津中学校（1948年橋立中吉津分校から独立するも、1950年4月11日再統合）[32]
- 加佐郡組合立由良川中学校（1956年9月20日栗田中由良分校となり、1957年廃校）[33]

### 亀岡市
- 亀岡市立育親中学校畑野分校（1959年）[35]
- 亀岡市立別院中学校（2023年亀岡市立南桑中学校へ統合）[36]
- 亀岡市立育親中学校（2024年畑野小、本梅小、青野小と統合し亀岡市立育親学園へ）[37]
- 薭田野村立薭田野中学校（1949年統合により亀田市立南桑中学校〈当時：南桑田郡組合立〉薭田野教場となり、1950年完全統合）[38]
- 曾我部村立曾我部中学校（1949年南桑中曾我部教場となり、1950年完全統合）[38]
- 東別院村立東別院中学校（1949年南桑中別院分校となり、1953亀岡市立別院中学校〈当時：東別院村・西別院村組合立〉として再独立）[38]
- 西別院村立西別院中学校（同上）[38]
- 本梅村立本梅中学校（1949年南桑中育親分校となり、1953年亀岡市立育親中学校 〈当時：本梅村・宮前村組合立〉として再独立）[35]
- 宮前村立宮前中学校（同上）[35]
- 畑野村立畑野中学校（同上）[35]

### 城陽市
- 久津川村・寺田村・富野荘村3カ村組合立南久世中学校（1948年北久世中と統合し久世組合立久世中学校〈のち：宇治市城陽町組合立〉へ）[29]
- 大久保村・小倉村2カ村組合立北久世中学校（1948年南久世中と統合し久世中となり、1956年宇治市立西宇治中学校として再独立）[29]

### 八幡市
- 八幡町立八幡中学校（1949年有都中と統合し八幡市立男山中学校〈当時：組合立〉へ）[39]
- 組合立有都中学校（1949年八幡中と統合し男山中へ）

### 京田辺市
- 田辺・大住・草内3ヶ村組合立田辺中学校（1947年南山中と統合し京田辺市立田辺中学校〈当時：田辺・大住・草内・三山木・普賢寺5ヶ町村組合立〉へ）[40]
- 三山木・普賢寺2ヶ村組合立南山中学校（1947年田辺中と統合し田辺中へ）[40]
- 田辺・大住・草内・三山木・普賢寺5ヶ町村組合立田辺中学校普賢寺分教場（1948年）

### 京丹後市
- 京丹後市立久美浜中学校〈初代〉（2013年高龍中と統合し京丹後市立久美浜中学校〈2代目〉へ）[41]
- 京丹後市立高龍中学校（2013年久美浜中〈初代〉と統合し久美浜中〈2代目〉へ）[41]
- 間人町・竹野村組合立間人中学校〈初代〉（1949年統合により間人中〈2代目〉へ）[42]
- 豊栄村立豊栄中学校（同上）[42]
- 上宇川村・下宇川村・竹野村組合立宇川中学校〈初代〉（1949年間人中宇川分校となり、1957年再独立）[42]
- 京丹後市立間人中学校〈2代目〉（2014年宇川中と統合し京丹後市立丹後中学校 へ）[42]
- 京丹後市立宇川中学校〈2代目〉（2014年間人中と統合し丹後中へ）[42]
- 木津村外1ヶ村組合立橘中学校〈初代〉（1949年網野中橘分校となり、1957年再独立）[43]
- 京丹後市立網野中学校〈旧〉（2015年橘中と統合し京丹後市立網野中学校〈新〉へ）[43]
- 京丹後市立橘中学校〈2代目〉（2015年網野中〈旧〉と統合し網野中〈新〉へ）[43]
- 組合立熊野第一中学校（1949年佐濃中と統合し高龍中へ）[41]
- 組合立佐濃中学校（1949年熊野第一中と統合し高龍中へ）[41]
- 久美浜町・久美谷村組合立久美中学校（1949年統合により久美浜中〈初代〉へ）[41]
- 神野村・田村組合立松江中学校（同上）[41]
- 湊村立湊中学校（1949年久美浜中湊分校となり、1983年廃校）[41]
- 野間村立野間中学校（1949年京丹後市立弥栄中学校〈当時：組合立〉野間分校となり、1997年廃校）[44]

### 南丹市
- 南丹市立北星中学校（1992年八ヶ峰中と統合し南丹市立美山中学校へ）[45]
- 南丹市立八ヶ峰中学校（1992年北星中と統合し美山中へ）[45]
- 八木町立八木中学校神吉分校（1955年周山中から移管、1957年廃校）[46]
- 園部町立船南中学校（1962年南丹市立園部中学校〈当時：園部町立〉へ統合）[47]
- 世木村立世木中学校（1949年統合により南丹市立殿田中学校〈当時：組合立〉へ）[48]
- 五ヶ荘村立五ヶ荘中学校（1949年殿田中五ヶ荘分教場となり、1951年完全統合）[48]
- 胡麻郷村立胡麻郷中学校（1949年殿田中胡麻郷分教場となり、1951年完全統合）[48]

### 久世郡
- 京都市及び久御山町中学校事務組合立淀中学校（1975年久御山町立久御山中学校[49]および京都市立大淀中学校[7]開校に伴い廃校）

### 綴喜郡
- 井手町立井手中学校（1949年泉東中と統合し井手町立泉ヶ丘中学校へ）[50]
- 井手町立泉東中学校（1949年井手中と統合し泉ヶ丘中へ）[50]

### 相楽郡
- 笠置町南山城村中学校組合立笠置中学校高山分校（1976年）[51]
- 笠置町南山城村中学校組合立笠置中学校野殿童仙房分教場（1976年）[51]
- 湯船村立湯船中学校（1949年相楽東部広域連合立和束中学校〈当時：西和束・中和束・東和束3ヶ村組合立〉湯船分校となり、1962年廃校）[52]

### 船井郡
- 檜山村立檜山中学校（1947年5月6日統合により三村組合立檜山中学校〈現：京丹波町立瑞穂中学校〉へ）[53]
- 三ノ宮村立三ノ宮中学校（1947年5月6日檜山中三ノ宮分教場となり、1952年4月17日廃止）[53]
- 梅田村立梅田中学校（1947年5月6日檜山中梅田分教場となり、1953年4月8日廃止）[53]

### 与謝郡
- 伊根町立本庄中学校〈2代目〉（2014年伊根町立伊根中学校へ統合）[54]
- 伊根村立伊根中学校〈旧〉（1949年統合により橋北六ヶ村組合立橋北中学校〈1955年伊根中へ改称〉へ）[54]
- 養老日ヶ谷組合立養老中学校（同上）[54]
- 本庄村立本庄中学校〈初代〉（1949年橋北中本庄校舎となり、1965年再独立）[54]
- 筒川村立筒川中学校（1949年橋北中本庄校舎へ統合）[54]

## 私立中学校

### 京都市
- 立命館神山中学校・高等学校（1952年立命館中学校・高等学校へ統合）[55]
- 両洋中学校（1976年休校）[56]
- 華頂女子中学校（2017年募集停止）[56]